# Li (unitat)
El li (en xinès simplificat: 里; en xinès tradicional: 釐; en pinyin: Lǐ) és una antiga unitat de longitud de la Xina.
Un li equival a 500 m i es divideix en 180 zhang. La Gran Muralla també es coneixia tradicionalment com "La muralla dels 10.000 Li" (en xinès simplificat: 万里长城; en pinyin: Wànlĭ chángchéng), cosa que ve a significar una distància interminable.
Aquesta unitat és utilitzada també al Japó on es coneix com a ri i es divideix en 36 chō.